# بلیکلی (ویرجینیای غربی)
بلیکلی (به انگلیسی: Blakeley) یک منطقهٔ مسکونی در ایالات متحده آمریکا است که در شهرستان کاناوا، ویرجینیای غربی واقع شده‌است. بلیکلی ۳۳۸٫۰۳ متر بالاتر از سطح دریا واقع شده‌است.